# Provincia de Nor Carangas
Nor Carangas es una provincia del departamento de Oruro, en Bolivia, y cuenta con una población de 5.502 habitantes.

## Historia
La provincia de Nor Carangas formó parte de la antigua provincia Carangas que fue creada junto con el departamento en 1826. La antigua provincia de Carangas fue dividida en 3 nuevas provincias, por Ley de 11 de noviembre de 1950, una de las cuales llevaba el nombre de Nor Carangas, pero que corresponde a la actual provincia Sajama. Luego, por temas administrativos y de distancias Nor Carangas se creó mediante Ley de 26 de septiembre de 1990 durante el gobierno de Jaime Paz Zamora.
La provincia se desarrolló a partir de la creación de la sección municipal de Huayllamarca. La población actual, históricamente desciende de los señoríos aymaras de Carangas, quienes se organizaron en ayllus. Se señala que formaban parte del ayllu Parku de Totora Marka, separándose posteriormente para formar el ayllu Whajna Marka.[cita requerida]
El ayllu tiene fuerte influencia en la zona, basado en la asociación familiar y base territorial de propiedad colectiva donde su representante es el jilaqata (significa jila=hermano mayor y qata=lo que sobresale) quien cumple actividades de organización, vigilancia y representación de la comunidad.
Su nombre deviene de las voces aymaras huaylla que es una paja suave comestible para los animales y marka que quiere decir pueblo, es decir pueblo donde abunda esa paja.
En los movimientos de insurrección contra la Corona española, los Carangas tuvieron activa participación, destacándose Agustín Apaca (1780), natural de Choquecota, en la rebelión de José Gabriel Tupac Amaru. En 1816, Carlos Chirihuanco, comandante de la provincia Carangas se enfrentó en las Pampas de Kulluri a José Manuel de la Torre, ocupando luego Corque Marka, por una semana, siendo luego derrotado por los realistas.

## Ubicación
La provincia se encuentra entre los 17°46′ y 18°9′ de latitud sur y entre los 67°13′ y 67°41′ de longitud oeste.
Limita al norte con el departamento de La Paz, al oeste con la provincia de San Pedro de Totora , en el sur por la provincia Carangas, en el sureste con la provincia de Saucarí, y en el noreste con la provincia de Cercado.
La provincia se extiende de noroeste a sureste, con una longitud de 70 kilómetros y un ancho promedio de 25 kilómetros.

## Demografía
De acuerdo con el censo boliviano de 2024, la población de la provincia de Nor Carangas es de 5 980 habitantes.
La población de la provincia ha aumentado en una quinta parte en las últimas tres décadas:
| Año  | Habitantes | Fuente |
| ---- | ---------- | ------ |
| 1992 | 4 900      | Censo  |
| 2001 | 5 790      | Censo  |
| 2012 | 5 592      | Censo  |
| 2024 | 5 980      | Censo  |

El principal lenguaje de la provincia es aimara , hablado por el 96% de la población, españoles (84%) y quechua (14%). La población actual es de 5502 habitantes.
La población de la provincia aumentó de 4900 (censo de 1992) en un 18,2 %, hasta 5790 habitantes (2001).
El 99,7 % de la población no tiene acceso a la electricidad, el 98,7 % viven sin instalaciones sanitarias (1992).
84,5 % de la población activa trabaja en la agricultura, el 0,1% en la minería, 3,1% en la industria, el 12,3% en los servicios (2001).
80% de la población es católica, el 15% son protestantes (1992).

La tendencia creciente se revirtió a partir de 2001, mostrando un decrecimiento de 4.97% en el período 2001-2012.
| Gráfica de evolución demográfica de la Provincia de Nor Carangas entre 1992 y 2012 |
|                                                                                    |
| Fuente: Instituto Nacional de Estadística de Bolivia                               |

## Producción
La base económica del municipio y por ende la provincia de Nor Carangas está sustentada por la agricultura con cultivos de cebada, haba, trigo, alfalfa, quinua, cañahua y papa, que se comercializan en el mercado de Oruro.
En la actividad pecuaria, se dedican a la cría de camélidos, ovejas, vacas, llamas, y asnos, obteniendo subproductos como el queso y carne deshidratada para consumo familiar y para la venta.
La fauna silvestre de la zona es diversa y propia de las tierras semiáridas del altiplano central. Es significativa la presencia de aves, zorros, topos, vizcachas, vicuña y liebres. Debido a la expansión agrícola, la presencia de animales silvestres se ha restringido a las áreas más altas e inaccesibles.
El área geográfica en gran parte corresponde a la cuenca del río Desaguadero y en menor magnitud a la cuenca del lago Coipasa mediante el río Barras. En ambos casos, la formación de corrientes de agua nace en las serranías de Carangas, transcurriendo por torrenteras y lechos de poco caudal, muchos de los cuales son temporales.

## Recursos minerales
En las Serranías de Carangas que cruzan el territorio del municipio se registra la presencia de minerales metálicos y no metálicos. En el caso de los metales, existen yacimientos de cobre y plata que fueron explotados desde épocas coloniales, pero fueron abandonados posiblemente debido a la disminución de la cantidad y calidad de los minerales extraídos.
Existen indicios de yacimientos auríferos en las zonas de Ñequeta, Ork’o Ork’oni y Mok’o Kollu. En la zona de Apacheta, Huaylla K’ollo y Kañawi Callpa se conoce de la existencia de yacimientos de cobre y en los cerros de K’oya Allita presencias de plata. La presencia de no metales en las serranías de Carangas es significativa, principalmente yacimientos de piedra caliza ubicados en los cantones de Chuquichambi, Llanquera y San Miguel, en actual explotación.

## Municipios
La provincia está compuesta por un solo municipio:
- Huayllamarca